# Nico Ihle
Nico Ihle est un patineur de vitesse allemand, né le 2 décembre 1985.

## Biographie
Aux Jeux olympiques d'hiver de 2010, il se place 18e du 500 m et 25e du 1 000 m.
Aux Jeux olympiques d'hiver de 2014, il arrive 4e du 500 m et 8e du 1 000 m.
En décembre 2014, il remporte sa première victoire dans la Coupe du monde au 1 000 m de Berlin.

## Palmarès

### Jeux olympiques d'hiver
| Épreuve / Édition   | 500 mètres | 1 000 mètres | 1 500 mètres | 5 000 mètres | 10 000 mètres | Mass start | Poursuite par équipes |
| JO 2010 Vancouver   | 18e        | 25e          | —            | —            | —             | —          | —                     |
| JO 2014 Sotchi      | 8e         | 4e           | —            | —            | —             | —          | —                     |
| JO 2018 Pyeongchang | 8e         | —            | —            | —            | —             | —          | —                     |

Légende :
- : première place, médaille d'or
- : deuxième place, médaille d'argent
- : troisième place, médaille de bronze
- : pas d'épreuve
- — : Non disputée par le patineur
- DSQ : disqualifiée